# Mesiotelus pococki
Mesiotelus pococki är en spindelart som beskrevs av Lodovico di Caporiacco 1949. Mesiotelus pococki ingår i släktet Mesiotelus och familjen månspindlar.
Artens utbredningsområde är Kenya. Inga underarter finns listade i Catalogue of Life.